# Mabel King
Mabel King, nata Mabel Elizabeth Washington (Charleston, 25 dicembre 1932 – Los Angeles, 9 novembre 1999), è stata un'attrice statunitense.

## Filmografia parziale

### Cinema
- Ganja & Hess, regia di Bill Gunn (1973)
- The Bingo Long Traveling All-Stars & Motor Kings, regia di John Badham (1976)
- Scott Joplin, regia di Jeremy Kagan (1977)
- I'm Magic (The Wiz), regia di Sidney Lumet (1978)
- Lo straccione (The Jerk), regia di Carl Reiner (1979)
- The Gong Show Movie, regia di Chuck Barris (1980)
- S.O.S. fantasmi (Scrooged), regia di Richard Donner (1988)
- Zombie News (Dead Men Don't Die), regia di Malcolm Marmorstein (1990)

### Televisione
- What's Happening!! – serie TV, 42 episodi (1976-1978)
- Fantasilandia (Fantasy Island) – serie TV, 3 episodi (1978-1981)
- I Jefferson (The Jeffersons) – serie TV, 11x05 (1984)
- Storie incredibili (Amazing Stories) – serie TV, un episodio (1986)
- I Colby (The Colbys) – serie TV, un episodio (1986)
- Un salto nel buio (Tales from the Darkside) – serie TV, un episodio (1986)
- Oltre la legge - L'informatore (Wiseguy) – serie TV, un episodio (1988)